# سارة أوستين
سارة أوستين (بالإنجليزية: Sarah Austin) (و. 1793 – 1867 م) هي لغوية، ومؤلفة، ومترجمة، وكاتِبة من المملكة المتحدة لبريطانيا العظمى وأيرلندا، ومملكة بريطانيا العظمى، ولدت في نورتش، توفيت عن عمر يناهز 74 عاماً.